# 峯暢也
峯 暢也（みね のぶや、1983年9月30日 - ）は、日本の男性声優、ナレーター、ボイストレーナー。石川県金沢市出身。
MVC studio主宰、東京VATS代表。

## 来歴
以前はブリングアップ / 劇団アルターエゴ、ホーリーピークに所属していた。
中学生の頃、ゲーム『EVE burst error』のおまけで付いていたドラマCDを聞き、初めて声優という存在を知る。これが将来の夢として声優を志すきっかけとなった。
高校卒業後に上京し養成所に通うも、翌年の入所オーディションに落選。その後しばらく芝居から離れる。
22歳の頃、三ツ矢雄二のワークショップに参加し、3年ぶりに芝居をする。翌年、劇団アルターエゴに入団。
2006年にテレビアニメ『capeta』の石原裕太役で声優デビューを果たした。
2014年3月にトレーニングスタジオ「MVC studio」を設立し、プロ声優トレーナーとして、後進の指導にも携わる。外部ワークショップでの講師も務める。
2016年6月15日付でホーリーピークを退所、フリーとなった。
近年はナレーションを中心に活動する。

## 出演
太字はメインキャラクター。

### テレビアニメ
2006年
- 遊☆戯☆王デュエルモンスターズGX（アモン・ガラム）

2006年　
- capeta（石原裕太）

2009年
- FAIRY TAIL（2009年 - 2010年、ボラの部下、カクカク）

2010年
- デュラララ!!（携帯屋の店員）
- イナズマイレブン（2010年 - 2013年、飛鷹征矢、エルフェル、金成敦則、冴渡優一郎、浪川蓮助、滝総介） - 3シリーズ
- 夢色パティシエール（ホセ・ドミンゴ） - 2シリーズ
- RAINBOW-二舎六房の七人-（バンドマン）
- アイアンマン（特殊隊員）

2013年
- THE UNLIMITED 兵部京介（犬神初）

2014年
- 失われた未来を求めて

2016年
- 3ねんDぐみガラスの仮面（A君〈青木〉、教師、生徒A、街の人、振り込め詐欺の男、E男、モブ生徒）

### 劇場アニメ
- 劇場版 機動戦士ガンダム00 -A wakening of the Trailblazer-（2010年）
- 劇場版イナズマイレブン 最強軍団オーガ襲来（2010年、飛鷹征矢）
- 劇場版 イナズマイレブン 新たなる英雄たちの序章（2024年、野神有）

### OVA
- 這いよれ！ニャル子さんF（2015年、神父）

### Webアニメ
- Axis powers ヘタリア（2009年、オランダ、ドイツ兵、警察、男）
  - ヘタリア World★Stars（2021年、オランダ）
- Starry☆Sky（2010年、弓道部員B）

### ゲーム
時期不明
- おしゃべりカフェ

2006年
- ドラえもん のび太の恐竜2006 DS（黒マントの男）

2007年
- 遊☆戯☆王デュエルモンスターズGX タッグフォース2

2008年
- 遊☆戯☆王デュエルモンスターズGX タッグフォース3

2009年
- 風色サーフ（トゥーフォン・チェン）

2010年
- イナズマイレブン3 世界への挑戦!!（飛鷹征矢）

2011年
- イナズマイレブン ストライカーズ（2011年 - 2012年、飛鷹征矢、エルフェル、ドラッヘ、ダニエレ・サンクティス、コヨーテ、滝総介、浪川蓮助） - 3作品
- イナズマイレブンGO（2011年 - 2013年、冴渡優一郎、浪川蓮助、滝総介） - 3作品
- グランナイツヒストリー

2015年
- レイギガント（アンサラー）
- 5人の恋プリンス　Vita版（嶋誠一郎）

2017年
- 真・女神転生 DEEP STRANGE JOURNEY（マッキー）

2020年
- 恋下統一〜戦国ホスト〜（真田幸村）

2025年
- イナズマイレブン 英雄たちのヴィクトリーロード（野神有）

### ドラマCD
- ちんつぶ 3（男子生徒）
- ハイガクラ（門番）
- バカとテストと召喚獣 Vol.2（夏川俊平）
- Persona（高校生）

### ナレーション
- 首都圏経済人（2017年1月 - 2018年1月、千葉テレビ）
- シャキット（千葉テレビ）
- ポケットモンスター サウンドトラック TVスポット
- 教材ナレーション
- ドクターヘリ VP
- デントネット VP
- 日本アセアンセンターPV（2020年）
- 朝日新聞出版 科学漫画サバイバル「ゴミの島のサバイバル」PV（2020年）
- レインボー薬品「猪レスSTOPテープ」PV（2020年）

### 舞台
- ご都合主義で行こう! Part2〜へっぴり腰で行こう!〜
- なが靴をはいたメモワール
- Lunatic Syndrome（ヴィンセント）
- Lunatic Syndrome 〜Special〜（ヴィンセント）

## ディスコグラフィ

### キャラクターソング
| 発売日        | 商品名                                                | 歌                                                                                 | 楽曲                                                  | 備考                                      |
| ------------- | ----------------------------------------------------- | ---------------------------------------------------------------------------------- | ----------------------------------------------------- | ----------------------------------------- |
| 2011年4月6日  | イナズマイレブン キャラクターソングオリジナルアルバム | 染岡竜吾（加瀬康之）、飛鷹征矢（峯暢也）、不動明王（梶裕貴）、綱海条介（阪口周平） | 「Bad Boys Brother's Blues 〜海と漢と侠とモヒカン〜」 | テレビアニメ『イナズマイレブン』関連曲    |
| 2012年2月22日 | ヘタリア World Series SPECIAL CD                      | オランダ（峯暢也）、ベルギー（中村繪里子）                                         | 「はたふってパレード」                                | Webアニメ『 ヘタリア World Series』関連曲 |

### シリーズ一覧
1. ↑  『イナズマイレブン』（2010年 - 2011年）、『イナズマイレブンGO』（2011年）、『ギャラクシー』（2013年）
2. ↑  ^ 第1期（2010年）、第2期『SP プロフェッショナル』（2010年）